# Sân bay Thất Mỹ
Sân bay Thất Mỹ (七美機場) là một sân bay ở Thất Mỹ, huyện Bành Hồ, Đài Loan, Trung Hoa Dân quốc (IATA: CMJ, ICAO: RCCM). Chính quyền huyện Bành Hồ đã phê chuẩn xây dựng sân bay này năm 1977. Đường băng được xây lại năm 1995. Sân bay này thuộc quản lý của Cục hàng không dân dụng Đài Loan.

## Các hãng hàng không và các tuyến bay
- Daily Air/Yong-Xing (Cao Hùng, Mã Công)